# Nesopholcomma
Nesopholcomma là một chi nhện trong họ Theridiidae.